# لورانس مارتن (كاتب)
لورانس مارتن (بالإنجليزية: Lawrence Martin)‏ هو كاتب أمريكي، ولد في 14 فبراير 1880 في Stockbridge, Massachusetts ‏ في الولايات المتحدة، وتوفي في 12 فبراير 1955.